# 614 pr. n. št.

## Dogodki
- Kjaksar in Nabopolasar uničita nekdanjo asirsko prestonico Ašur